# Saotis albionis
Saotis albionis là một loài tò vò trong họ Ichneumonidae.